# نيلارابين
نيلارابين (بالإنجليزية: Nelarabine)‏ هو دواء علاج كيميائي يُستعمل في علاج ابيضاض دم حاد بسلائف الأرومات اللمفاوية التائية (بالإنجليزية: precursor T-cell acute lymphoblastic leukemia)‏ وابيضاض دم/لمفوما بسلائف الأرومات اللمفاوية التائية [الإنجليزية]. يُعرف تجاريًا باسم أرانون (الولايات المتحدة) وأتريانس (الاتحاد الأوروبي).

## دوره
يلعب هذا الدواء دورًا في علاج الأمراض كونه:
- مثبط الحمض النووي